# والدن (کلرادو)
والدن (به انگلیسی: Walden) شهری در ایالت کلرادو کشور ایالات متحده آمریکا است که جمعیت آن در سرشماری سال ۲۰۱۰ میلادی، ۶۰۸ نفر بوده‌است.